# Diacanthodes griseus
Diacanthodes griseus är en svampart som beskrevs av Corner 1989. Diacanthodes griseus ingår i släktet Diacanthodes och familjen Meruliaceae.   Inga underarter finns listade i Catalogue of Life.